# Grund-Schwalheim
Grund-Schwalheim ist der nach Einwohnerzahl kleinste Ortsteil der Gemeinde Echzell im hessischen Wetteraukreis. Der Ort liegt direkt an der Horloff nördlich von Echzell in der Wetterau. Durch den Ort führt die Bundesstraße 455. Südlich am Ort vorbei verläuft die Bundesautobahn 45.

## Geschichte

### Ersterwähnung und Ortsname
Die älteste bekannte schriftliche Erwähnung von Grund-Schwalheim datiert zwischen 780 und 817 als Suabileheim im Codex Eberhardi. „Rutheri tradidit deo et sancto Bonifatio in Wetereiba in Rodoheimeremarca in villa Suabileheim predia et familiam cum substantia.“ (deutsch: Ruther schenkt Gott und dem heiligen Bonifatius in der Wetterau in der Rodheimer Mark und in Schwalheim Besitz und Familien mit allem Zubehör.) Der Tradent Ruther ist ebenso in Rodheim (Hungen) und in Dauernheim nachweisbar. Die Datierung erfolgt nach der Amtszeit der beiden Äbte Baugulf von Fulda (780–802) und Ratgar (802–817), des zweiten und dritten Abtes des Klosters Fulda. Man nimmt immer das letzte, weil sicherste Datum an. Demnach feierte Grund-Schwalheim 2017 sein 1200-jähriges Jubiläum, ebenso wie der westlich gelegene Nachbarort Berstadt und das unweit gelegene Melbach, beides Ortsteile von Wölfersheim.
Der Name lässt sich wie bei Schwalheim, Sualeheim, an der Wetter auf mhd. „swal“ = Schwall, schwellendes Wasser beziehen. In beiden Orten sind Mineralbrunnen bis heute vorhanden.

### Im Besitz der Augustinerchorherren
Seit 1215 war der Hof Grund-Schwalheim mit Mühle im Besitz des Augustinerchorherrenstiftes Schiffenberg. Am 13. November 1318 wurden Hof und Mühle den Rittern von Elkershausen verpfändet. Weil es um die klösterliche Disziplin schlecht bestellt war, wurde das Kanonikerstift Schiffenberg 1323 durch den Trierer Erzbischof Balduin von Luxemburg aufgelöst.
Besitzungen des Frauenklosters Zelle (Schiffenberg) blieben erhalten. Sie betrafen besonders die Mühle, nämlich Weiderecht und das Holzrecht des Müllers. Rechte bestanden auf Lieferung des „Mel“- und „Grundbaums“ aus dem Markwald Berstadt. Noch in der Ordnung des Markwaldes Berstadt von 1716 hatten die Grund-Schwalheimer Müller alle vier Jahre Anspruch auf das Holz für das Mahlwerk, die sogenannte „Schaufelbuche“. Voraussetzung war, dass die Förster des Markwaldes und die Berstädter Bürgermeister dies erlaubten.

### Im Besitz der Kommende Schiffenberg
Nach der Auflösung des Kanonikerstiftes Schiffenberg gelangte am 14. August 1323 der Deutsche Orden in Besitz des Hofes Grund-Schwalheim. Die Güter wurden der Deutschordensballei Hessen übertragen. Der Grund-Schwalheimer Hof gelangte so in Besitz des Deutschen Ritterordens am 14. August des Jahres 1323. Der Hof wurde nun in Landsiedelrecht weitergegeben. Seit dem 13. Jahrhundert wurde die Leihe nach „lantsidel recht“ in der Wetterau von geistlichen Grundherren bevorzugt. Man verlieh das Land oder den Hof auf eine bestimmte Zeit. Dies tat man bewusst im Gegensatz zur Erbleihe. Im 14. Jahrhundert bevorzugte man wieder die Erblichkeit der Pachtgüter; deren Vorteile waren, dass man sich nicht um neue Pächter bemühen brauchte und keine Entschädigungen für Investitionen des Pächters leisten musste.
Die „Fortsetzung des Vertragsverhältnisses entwickelte allmählich ein Gewohnheitsrecht“. Die erneute Übergabe bedurfte der formalen Bestätigung. Johann Wais hatte 1333 einen Vertrag mit dem Haus Schiffenberg abgeschlossen. „Johannes genat Weise ritter von Echzile und Irmingarth myn eliche bettevrauwe“ empfingen den 23. April 1333 „… an hus, an howe, an eckern, an veldin, an weldin, an wysin, an wazzere und weide allene deme rechte, herschaft und nucze, wy man das genennen mag… das da heyzit Schiffinburg hob genant Swalheim bie Berstad“ zu Landsiedelrecht vom Deutschritterorden Marburg.
Als Jahreszins waren 60 Malter Korn Wetzlarer Maß zwischen Maria Himmelfahrt und Mariae Geburt an das Kloster Schiffenberg zu liefern. Der Hof Grund-Schwalheim lieferte als einziger in die Zentrale die Schiffenberger Kommende. Die Ordensherren verboten dem Johann Waise ausdrücklich, den unbefestigten Ort in einen burgähnlichen Bau zu verwandeln. Johann Waises Sohn löste diesen Vertrag von 1333 nach 35 Jahren wieder auf „alse von des habis wegen zu Swalheym, den unser vadir unde wir von in gehaid han zu lantsiddelme rechte.“ Grundherrliche Eigenwirtschaft blieb auch bestehen, nachdem die Zeitpacht gegen Zins eingeführt worden war. Am 2. September 1386 legten die Deutschordensherren fest, dass der Pächter den Hof verlassen müsse, falls sie „… den selbin hof virkoufhin odir selbir mit erin brudern besecsen und buwen wollten.“
Am 29. Januar 1339 fand eine Schlichtung zwischen dem Ritter Craft Groppe von Beldersheim, dem Kloster Schiffenberg und den Deutschherren wegen des Hofes und der Mühle zu „Grinten-Swalheim“ statt.
Craft Groppe und seinen Nachkommen wurde die Nutzung der gemeinen Weide und des Eichenwaldes zugestanden. Zugleich sollte er aus dem Hof acht Kühe, zwanzig Schweine, zwei Pferde und zwei Esel erhalten.
Als die Niederlassung Schiffenberg am 30. September 1372 von der Kommende Marburg ein Darlehen in Höhe von 300 fl. bekam, musste sie den Hof als Sicherheit stellen. Marburg hatte nun die Verfügungsgewalt über ihn. Meist verpachtete Marburg den Hof auf zwölf Jahre. Die Abgabestelle wurde von Schiffenberg nach Friedberg verlagert. Am städtischen Handelsplatz waren bessere Preise für Getreide zu erzielen. 1416 wurde festgelegt, dass die Fruchtpachtabgaben des Schwalheimer Hofes nach Berstadt gebracht wurden und von da weiter nach Münzenberg oder Lich.

#### Leih- und Pachtbedingungen
Auch Land- oder Baubesserungen gehörten zu den Leih- und Pachtbedingungen. Bei größeren Baumaßnahmen mussten vorher Absprachen getroffen werden: „... auch ist beredt, das wir … ane huse oder an hoffe oder siner zugehorunge keinen buwe dun sollen ane wissen … eyns compthurs zu Marpurg.“ Ein Besserungsvertrag bezüglich der Gebäude in Grund-Schwalheim ist vom 21. November 1468 überliefert. Der Hof wurde damals um weitere zwölf Jahre weiter verpachtet. Zuerst sollte bei einer Besichtigung des Hofes durch die Deutschordensbrüder aus Marburg bestimmt werden, welche Neubauten bzw. bauwerkserhaltenden Maßnahmen notwendig wären. Bei möglichen Bauarbeiten würde der Orden Bauholz liefern oder kaufen und auch die Zimmerleute bezahlen. Fuhr- und sonstige Kosten fielen an die Pächter.
Nach den Baumaßnahmen wurde der Wert neu taxiert und es war Aufgabe des Pächters, am Ende des Vertrages diesen Wert zu erhalten. Leih- und Pachtbedingungen eines Landsiedellehens konnten bei einer Neuverpachtung geändert werden, aber nicht während der Pachtzeit. Die zeitliche Frist der Landsiedelverträge für den Schwalheimer Hof schwankt zwischen sechs, neun und zwölf Jahren, entsprechend auch die Höhe des Getreidezinses zwischen 26 und 34 Malter pro Jahr. Zusätzliche Bedingungen konnten in den Pachtvertrag aufgenommen werden. 1333 schickte der Pächter zusätzlich zehn Schweine für das Ordenshaus auf dem Schiffenberg zur Eichelmast in die Pachtwälder. Die Kosten für die Verpflegung der Schweinehirten und Knechte des Klosters, übernahm der Pächter. Außerdem musste er eine Zeit lang das Schiffenberger Vieh auf dem Pachtland weiden lassen und auf dem Hof halten. Im Winter 1356/57 hatte der Pächter sechs Schweine und sechs Kühe der Kommende auf dem Hofe zu versorgen. „Hagel oder here“, wurden als Minderungsgründe im Pachtvertrag 1468 anerkannt. Die Ordensherren sollten „uff das selbe jare mit nur halden und von nur nehmen als ander lehin hern in der gegent von iren lantseddeln thun worden nach des landes gewonheit.“
1593 wurde das Mühlengebäude durch den Erbbeständer Beck erneuert.
Im Dreißigjährigen Krieg gab man den Hof zeitweilig auf. 1629 erfolgte ein Vergleich zwischen dem Deutschen Orden und dem Müller Hans Crafft zu Grund-Schwalheim über Weiderechte. Nach 1643 wurden die Abgaben für die Pächter auf ein Minimum gesetzt. Unwetter und Kriegszeiten konnten also die Abgaben mindern. 1649 wurde der Schwalheimer Hof von vier Hofleuten wieder bewirtschaftet, die zwei Jahre abgabenfrei bleiben sollten, dafür aber „die verfallene Gebeuw“ wieder reparieren mussten. Allerdings blieb nur die Familie Eichelmann als Pächter konstant auf dem Hof. Die Erträge stiegen so stark an, dass diese Familie 1693 den Mainzer Hof in Berstadt erwerben konnte und sich auch um einen Erbpachtvertrag für die Berstädter Mühle bemühte.

#### Streit um Sondernutzungsrechte
Im 18. Jahrhundert entstand Streit zwischen den Höfen Grund-Schwalheim und Häuserhof. Die komplizierten Rechtsverhältnisse waren der Auslöser. Beide Höfe lagen in der Berstädter Mark und verfügten oder beanspruchten Sondernutzungsrechte für Holz, Heu und Eichelmast. Zumindest der Häuserhof ist heute noch Mitmärker im Markwald Berstadt. Dagegen gehörte der Eichenwald bei Grund-Schwalheim zu Berstadt, wobei dem Müller Sonderrechte bei der Eichelmast zustanden.
Wegen der zunehmenden Stallfütterung wurde immer mehr Heu benötigt. Zwischen 1738 und 1743 kam es zum Streit zwischen dem Syndikus des Deutschritterordens zu Marburg und den Erben des Generals von Pretlack in Darmstadt, weil die Pächter des Häuserhofes, der sich im Pretlackschen Besitz befand, Anspruch auf den Heunutzen im Eichwasem von Grund-Schwalheim erhoben. Heunutzen und Hutegerechtigkeit schmälerten das landgräfliche Jagdrecht in der Fuldischen Mark.
Die ortsansässigen Familien Koch, Spengler, Schneider und Seim, alle Hofbesitzer, stritten zwischen 1853 und 1856 mit den Erben des Generalleutnants und Oberhofmeisters Ludwig Freiherr von Pretlack, der Familie von Harnier, um Ablösung der auf dem Hofgut Grund-Schwalheim haftenden Hutegerechtigkeit.

### Weitere Besitzer
Seit 1791 gehörte die Mühle dem Erbbeständer, Müllermeister und Zollverwalter Johannes Friedrich Beck zu Grund-Schwalheim, der 1798 eine Renovierung durchführte. Sein Nachfolger Johann Jacob Löbrich war zuerst Pächter im herrschaftlichen Hof Utphe, dann Pächter des Grund-Schwalheimer Hofes. Den Hof hatte er in Erbleihe am 4. Dezember 1771 erhalten. Am 1. Mai 1777 teilte Johann Henrich Löbrich den Hof unter seinen vier Kindern auf. Das Dorfbuch von 1577 weist die Grund-Schwalheimer Mühle als der Landgrafschaft Hessen zugehörig aus. Die Mühle wurde in Erbleihe nun immer auf sechs Jahre verpachtet, schließlich von Löberich als Erblehen gekauft. Hof und Mühle Grund-Schwalheim umfassten im 18. Jahrhundert insgesamt 710 Morgen Acker, 68 Morgen Wiesen, 5 Morgen Garten, 61 Morgen Weide und 38 Morgen Wald.

### Die Michaelis-Kirche
Die Pächter des Grund-Schwalheimer Hofes waren zur Instandhaltung der dortigen Kirche verpflichtet. Das Patrozinium war dem Heiligen Michael geweiht. Das Kirchenpatronat besaß die Marburger Deutschordens-Kommende.
An den Markttagen in Grund-Schwalheim hielt der Pfarrer aus Ober-Widdersheim einen Gottesdienst in der Michaelskirche. Markttage waren der Mittwoch nach Trinitatis und am Michaelistag. Wegen des ewigen Lichts zu Grund-Schwalheim kam es zu einem Streit zwischen der Kommende Marburg und dem Haus Schiffenberg des Deutschen Ordens einerseits und Eckehard Springel und Familie andererseits, der am 3. Oktober 1341 von den Rittern Werner Kolbendensel und Johann Wais und Edelknecht Meiden von Büdingen geschlichtet wurde.
Anfang des 15. Jahrhunderts mussten das Kirchendach gedeckt sowie das Gebäude und die Zäune um den Kirchhof in Ordnung gebracht werden.
In der Inventarliste der Elisabethkirche von 1477 wurde auch ein Messbuch „zu Grinten-Schwalheim“ angeführt.
Die Kirche verfiel nach 1800 sehr rasch und wurde schließlich gänzlich abgebrochen, als man die Straße von Berstadt nach Nidda 1826/27 ausbaute. Damals wurde das Bad in Salzhausen eröffnet. Das Taufsteinbecken der Kirche Grund-Schwalheim jedoch ist im Echzeller Heimatmuseum zu sehen.

### Wegführung im 18. und 19. Jahrhundert
Die historische Straßenführung nach Nidda entspricht weitgehend der heutigen B 455. Sie wurde 1828 bis Grund-Schwalheim fertiggestellt. Allerdings durchquerte eine Furt die Horloff, welche noch immer südlich der Mühle erkennbar ist. Heute führt eine Brücke nordwestlich der Mühle über die Horloff. Im 18. Jahrhundert führte die Vogelsberger/85 Route der von den Thurn und Taxis betriebenen Kaiserlichen Reichspost von Weidenau (Siegen) bis Wetzlar über Gedern und Wohnbach durch die Berstädter Gemarkung und durch die Horlofffurt bei Grund-Schwalheim. Nach dem Visitationsbericht des Postdirektors der fürstlich thurn- und taxisschen Post, Franz Ludwig von Berberich, erreichte die Gederner Post auf dem Rückweg über Nidda, die „Salzsude von Nidda vorbey, die Schwalheimer Mühl, Berschstadt“ in 5 ¾ Stunden. „Bey der Schwallheimer Mühle (ist) die Schwallheimer Bach“ zu durchqueren. „Die Wege seynd bis auf die 4. Stund von Geedern entlegener Schwallheimer Mühle Berg- und steinigt, von hier aber bis Wohnbach eben und gut.“

### Grund-Schwalheim wird hessisch
1809 kam Grund-Schwalheim in den Besitz des Großherzogtums Hessen (Hessen-Darmstadt), das Hof und Mühle in eine Domäne umwandelte und den Ort dem Amt Schotten zuordnete. Die Ämter-Struktur wurde im Großherzogtum Hessen 1821 aufgelöst. 
 Die bisher von den Ämtern wahrgenommenen Aufgaben wurden Landräten (zuständig für die Verwaltung) und Landgerichten (zuständig für die Rechtsprechung) übertragen. Grund-Schwalheim kam so zum Landratsbezirk Nidda und zum Landgericht Nidda. Die gerichtliche Zuständigkeit wechselte 1879 zum Amtsgericht Nidda.
Gemäß dem Ablösegesetz von 1848 wurde das Domänengut von den damaligen Pächtern 1855 abgelöst. Die Tilgung der Ablösesumme erstreckte sich über 40 Jahre. Damals lebten in Grund-Schwalheim sechs Familien mit insgesamt 52 Personen.
Der damals bekannte Räuber Johann Justus Dietz vulgo „Lumpen Jost“ aus Aßlar stahl „einige Schaafhäute“ vom Grund-Schwalheimer Hof. Mit seinen Kumpanen u. a. Ludwig Funk aus Sellnrod, vulgo „Selnröder Ludwig“, war er vorher bei einem Einbruch in Ober-Widdersheim gescheitert.
1828 erwarb der Müller Schudt aus Dorheim die Mühle. Um 1840 umfasste die Grund-Schwalheimer Gemarkung insgesamt 936 Morgen, nämlich 800 Morgen Ackerland und 136 Morgen Wiesen, Weiden und Wege sowie ein neu angelegtes Wäldchen.
1853 waren die Höfe und die Mühle nach Ober-Widdersheim eingemeindet worden, wurden aber 1924 wieder selbstständig. Dafür mussten die Einwohner ihren privaten Waldbesitz von 6,3 ha in den Gemeindebesitz einbringen.
Der Ort hatte seit den 1930er Jahren eine Posthilfsstelle, die ca. 20 Jahre bestand. Zuvor war er der Postagentur in Ober-Widdersheim angegliedert. Von 1897 bis 1904 gehörte der Ort postalisch zu Nidda. Verwaltet wurde die Gemeinde von einem „amtierenden Beigeordneten.“ 1933 lebten 48 Einwohner in Grund-Schwalheim.
1945 setzte die US-Militärregierung den Oberstudiendirektor Carl Zulauf als Bürgermeister in der kleinsten Gemeinde des Kreises Büdingen ein. Zulauf war nach Grund-Schwalheim evakuiert worden. Bis zur Eingemeindung nach Echzell blieb der Ort kirchlich bei Ober-Widdersheim und schulisch bei Bisses.

### Gebietsreform in Hessen
Im Zuge der Gebietsreform in Hessen wurde auf freiwilliger Basis am 31. Dezember 1970 die bis dahin eigenständige Gemeinde Grund-Schwalheim als Ortsteil in die Gemeinde Echzell eingegliedert.

### Statistik

#### Fläche
- 1840: Gemarkung 936 Morgen, davon 800 Ackerland, 136 Wiesen und Weiden
- 1961: 193 ha, davon 6 Wald[1]

#### Bevölkerung
- 1855: 52 Einwohner

| Grund-Schwalheim: Einwohnerzahlen von 1925 bis 2022 | Grund-Schwalheim: Einwohnerzahlen von 1925 bis 2022 | Grund-Schwalheim: Einwohnerzahlen von 1925 bis 2022 | Grund-Schwalheim: Einwohnerzahlen von 1925 bis 2022 | Grund-Schwalheim: Einwohnerzahlen von 1925 bis 2022 |
| --------------------------------------------------- | --------------------------------------------------- | --------------------------------------------------- | --------------------------------------------------- | --------------------------------------------------- |
| Jahr                                                |                                                     |                                                     |                                                     | Einwohner                                           |
| 1925                                                | 1925                                                |                                                     | 47                                                  | 47                                                  |
| 1939                                                | 1939                                                |                                                     | 40                                                  | 40                                                  |
| 1946                                                | 1946                                                |                                                     | 111                                                 | 111                                                 |
| 1950                                                | 1950                                                |                                                     | 98                                                  | 98                                                  |
| 1956                                                | 1956                                                |                                                     | 76                                                  | 76                                                  |
| 1967                                                | 1967                                                |                                                     | 43                                                  | 43                                                  |
| 1970                                                | 1970                                                |                                                     | 36                                                  | 36                                                  |
| 1980                                                | 1980                                                |                                                     | ?                                                   | ?                                                   |
| 1990                                                | 1990                                                |                                                     | ?                                                   | ?                                                   |
| 2000                                                | 2000                                                |                                                     | ?                                                   | ?                                                   |
| 2011                                                | 2011                                                |                                                     | 24                                                  | 24                                                  |
| 2022                                                | 2022                                                |                                                     | 25                                                  | 25                                                  |
| Quelle(n): ; Zensus 2011; 2022                      |                                                     |                                                     |                                                     |                                                     |

Religionszugehörigkeit
| • 1961: | 641 evangelische (= 80,23 %), 137 katholische (= 17,15 %) Einwohner |

## Wirtschaft

### Entsorgungszentrum Wetterau
In Grund-Schwalheim ansässig ist das Entsorgungszentrum Wetterau mit einer mechanischen Behandlungsanlage für Haus- und Gewerbemüll sowie einer Altpapierumladestation, die im Januar 1999 in Betrieb genommen wurde. Es handelt sich um einen Betrieb der Wetterauer Entsorgungsanlagen GmbH, der aus einer zuvor bestehenden Müllumladestation entstanden ist. Auf einer Fläche von ca. 4000 m2  werden bis zu 45.000 t Restmüll jährlich verarbeitet und 25.000 t Altpapier umgesetzt. Zum Entsorgungszentrum gehört ebenfalls ein Recyclinghof, der seit 2008 besteht sowie ein Schadstoffmobil, das sämtliche Wetterauer Kommunen bedient, um problematische Abfälle zu sammeln. Diese problematischen Abfälle werden seit 2014 in einem Bereitstellungslager auf dem Gelände des Entsorgungszentrums zusammengefasst, um sie gemeinsam zu entsorgen. Weiterhin befindet sich das zentrale Lager für die Abfalltonnen des Wetteraukreises auf dem Gelände, das 18 Kommunen bedient und jährlich ca. 12.000 Abfalltonnen verteilt.

### Amazon Verteilzentrum
Zu Beginn des Jahres 2020 wurde bekannt, dass der Online-Versandhändler Amazon plant, auf einem vier Hektar großen Gelände ein Verteilzentrum mit 130 Arbeitsplätzen in Grund-Schwalheim an der Kreuzung der B 455 und der L 3188 zwischen Bisses und Unter-Widdersheim zu errichten. Der geplante Neubau soll aus einer Logistikhalle mit Büro- und Sozialflächen sowie einem Parkhaus bestehen. Die Kosten des Baus belaufen sich auf mehr als 15 Millionen Euro. Die ursprüngliche Eröffnung des durch einen Investor geplanten Projekts und das an Amazon nach Fertigstellung vermietet werden soll, war für den Herbst 2020 vorgesehen. Allerdings stockten die Arbeiten kurz nach Baubeginn ein paar Monate. Im Mai 2021 wurde dann über den weit fortgeschrittenen Bau ein Baustopp verhängt. Der 3. Senat des Hessischen Verwaltungsgerichtshofs begründete dies mit einer unvollständigen Umweltverträglichkeitsprüfung, weil die Unterlagen zu arten- und naturschutzrechtlichen Belangen nicht den Anforderungen genügten. Der Baustopp wurde im Februar 2024 von der 1. Kammer des Verwaltungsgerichts Gießen aufgehoben. Nach eingehenden Untersuchungen, einschließlich eines umfangreichen Artengutachtens, befand das Gericht die Umweltprüfungen als ausreichend, selbst für den 24-Stunden-Betrieb des Zentrums. Trotz dieser Entscheidung kritisiert der BUND weiterhin die potenziellen negativen Auswirkungen auf die lokale Tierwelt und hat Beschwerde beim Hessischen Verwaltungsgerichtshof eingelegt.